# L'Île du camp sans retour
Pour plus de détails, voir Fiche technique et Distribution.
L'Île du camp sans retour (The Camp on Blood Island) est un film britannique de Val Guest sorti en 1958.

## Synopsis
Pendant la Seconde Guerre mondiale, en Malaisie britannique occupée par les japonais, les prisonniers d'un camp de guerre japonais sont traiter aussi brutalement que sadiquement par leurs geôliers.

## Fiche technique
- Titre original : The Camp on Blood Island
- Titre français : L'Île du camp sans retour ; L'Île de sang (titre alternatif)[1]
- Réalisation : Val Guest
- Scénario : Jon Manchip White et Val Guest
- Direction artistique : John Stoll
- Photographie : Jack Asher
- Montage : Bill Lenny
- Musique : Gerard Schurmann
- Production : Anthony Hinds
- Société de production : Hammer Film Productions
- Société de distribution : Columbia Pictures
- Pays de production :  Royaume-Uni
- Langue : anglais - japonais
- Format : Couleur (Technicolor) - 35 mm - 2,35:1 - Son mono (Western Electric Recording)
- Genre : Film de guerre, drame
- Durée : 82 minutes
- Dates de sortie :
  - Royaume-Uni : 15 avril 1958 (Londres) ; 20 avril 1958 (sortie nationale)
  - France : 18 février 1959[1]

## Distribution
- André Morell : le colonel Lambert
- Carl Möhner : Piet van Elst
- Edward Underdown : le majeur Dawes
- Walter Fitzgerald : Cyril Beattie
- Phil Brown : le lieutenant-commandent Peter Bellamy
- Barbara Shelley : Kate Keiller
- Michael Goodliffe : le père Paul Anjou
- Michael Gwynn : Tom Shields
- Ronald Radd : le colonel Yamamitsu
- Marne Maitland : le capitaine Sakamura
- Richard Wordsworth : Dr Robert Keiller
- Mary Merrall : l'interprète
- Michael Ripper : le conducteur japonais
- Edwin Richfield : le sergent-major
- Geoffrey Bayldon : le forestier
- Lee Montague : l'officier japonais
- Jan Holden : l'infirmière